# Fulgencio Batista
Fulgencio Batista (pronunțat fəlˈhɛnsio bəˈtistə sau [fulˈxensio baˈtihta̩]) y Zaldívar (n. 16 ianuarie 1901, Banes⁠(d), Holguín Province⁠(d), Cuba – d. 6 august 1973, Marbella, Andaluzia, Spania) a fost un general, politician și dictator cubanez.
Batista a fost conducătorul militar de facto al Cubei între 1933 și 1940 și președinte de jure al Cubei între 1940 și 1944, după câștigarea alegerilor. După succesul din cursa prezidențială din 1952, Batista a participat din nou la alegeri în anul 1954, fără a avea un contra-candidat, și a condus țara până la înmânarea puterii din ultima zi a anului 1958. Cauza acestui eveniment a fost agitația politică cauzată de o insurgență multi partidă, compusă preponderent din studenți.  Mișcarea de guerilă a lui Fidel Castro a fost unul dintre grupurile implicate în Revoluția cubaneză. S-a aproximat la 20 000 numărul oamenilor uciși în timpul regimului Batista ca urmare a represiunii politice, majoritatea lor fiind torturați.